# Isabelle (cépage)
Pour les articles homonymes, voir Isabelle.
Isabelle est un cépage de raisins noirs ou rosés d'origine américaine. Il fait partie de la grande famille des Vitis labrusca, comme le Delaware. Issu d'un semis naturel, il aurait été trouvé dans un jardin aux États-Unis en Caroline du Sud.

## Origine du nom
C'est le sélectionneur George Gibbs de Brooklyn/New York qui a remis, vers 1816, un plant de cette vigne à William Robert Prince de Long Island/New York, propriétaire d'une pépinière. Celui-ci, intéressé par ce cépage lui donna le nom de Vitis isabellae, Isabelle étant le prénom de l'épouse de George Gibbs.

## Origine du cépage
La plante poussait dans un jardin de Dorchester en Caroline du Sud. Les premiers scientifiques à l'examiner ont pensé qu'il s'agissait de vigne sauvage (Vitis labrusca). Le botaniste américain Thomas Munson a avancé, en 1909, qu'il pouvait s'agir d'un croisement entre Vitis labrusca et une Vitis vinifera européenne. Cette hypothèse a été confirmée, en 2016, par des analyses ADN : L'Isabelle est issue d'un croisement de Vitis labrusca et Petit meslier.

## Description
La variété noire Isabelle, qu’on appelle aussi « raisin framboise » ou « raisin cassis », est la plus fréquente. La grume a de petits pépins, sa peau est épaisse et un peu âcre avant maturité. C’est un avantage, car les oiseaux l’évitent.

## Culture
En France, ce cépage a été prohibé en 1935, tout comme les cinq autres du même groupe : le clinton, l'herbemont, le jacquez, le noah et l'othello. L'interdiction a été décrétée par le ministre sénateur radical de la Haute-Marne Émile Cassez. À l'époque, il s'agissait d'enrayer la surproduction de vin dans le pays et on prétexta leur « goût détestable » pour passer à la trappe toute une série de cépages. En réalité, c'est surtout leur très bonne résistance (par exemple aux maux tels que l'oïdium, le phylloxéra ou le mildiou) qui les rend trop concurrentiels : de nombreux petits paysans en cultivent un lopin, font leur propre vin avec et ne consomment ainsi pas les surplus nationaux,. L'interdiction du commerce et de la plantation de ces cépages a été levée avec l'abrogation des décrets liés en 2003.

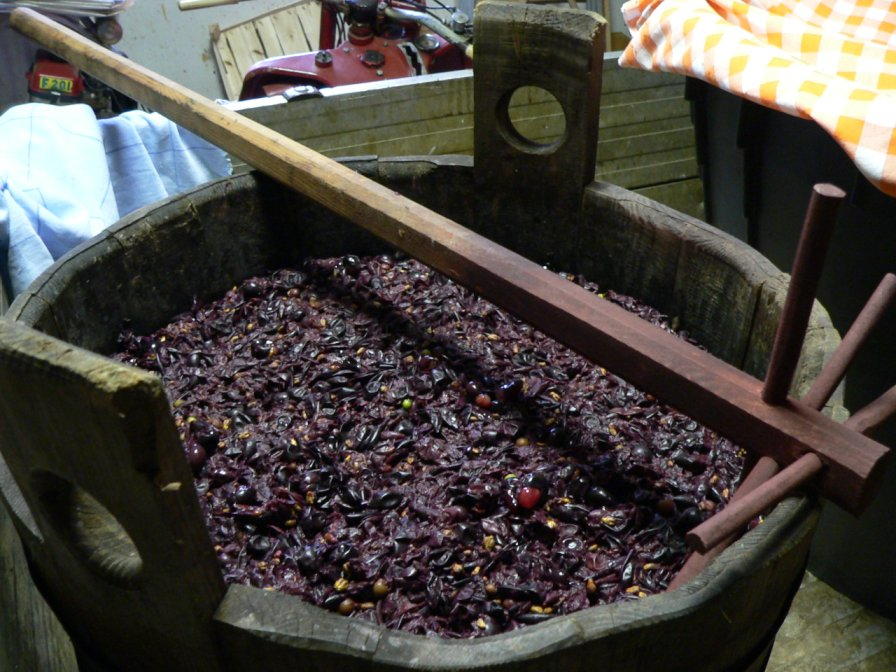
Moût d'isabelle

L'Isabelle est le principal cépage de l'Inde. Il est également très répandu en Ukraine et en Géorgie,. Il se cultive toujours traditionnellement dans l'océan Indien, à l'île de La Réunion, dans le cirque de Cilaos aux parois abruptes où il a échappé au phylloxera. Il est également commun dans les Cévennes, l'Hérault et les Alpes-Maritimes où il est appelé « framboise » et utilisé comme treille, mais aussi dans le reste de la France où il a gagné en popularité depuis 2019 après la sortie du documentaire "Vitis prohibita" de Stephan Balay.
Ce cépage est parfois caractérisé par un goût « foxé », du fait de son croisement avec une vigne lambrusque. En tant que raisin de table, le fruit a un goût étonnant, puissant, fruité avec des arômes de fraise ou de framboise. Il se distingue très facilement d'autres cépages plus classiques (muscat, chasselas, italia) grâce à son goût très marqué que les consommateurs associent plus à des fruits exotiques.